# أندرو هارجريفز
أندرو هارجريفز هو سياسي بريطاني، ولد في 15 مايو 1955. نشط حزبياً في حزب المحافظين. في الانتخابات العمومية للمملكة المتحدة 1987 ‏، انتخب عضو البرلمان الخمسون للمملكة المتحدة ‏ عن دائرة برمنغهام، هول غرين وقد انضم خلال فترته النيابية ‏ (11 يونيو 1987 – 16 مارس 1992) للكتلة البرلمانية حزب المحافظين وفي الانتخابات العامة في المملكة المتحدة 1992 ‏، انتخب عضو البرلمان الحادي والخمسون للمملكة المتحدة ‏ عن دائرة برمنغهام، هول غرين وقد انضم خلال فترته النيابية ‏ (9 أبريل 1992 – 8 أبريل 1997) للكتلة البرلمانية حزب المحافظين.